# Mosbach
Mosbach est une ville dans le nord de Bade-Wurtemberg. Elle est le chef-lieu et la plus grande ville de l'arrondissement de Neckar-Odenwald dans le district de Karlsruhe.

## Géographie

### Situation
Mosbach est située à la confluence du Elz avec le Neckar, à 124 km sud-sud-est de Francfort-sur-le-Main et à 80 km au nord de Stuttgart, avec Heilbronn à environ 34 km au sud et Heidelberg à 58 km à l'ouest.
Eberbach se trouve à peu près à 25 km au nord de Mosbach, Buchen presque 30 km au nord-est. À l'est, il y a de petites villes comme Adelsheim (25 km) ou Osterburken (30 km) ou de plus grandes villes comme Tauberbischofsheim et Bad Mergentheim (superficie comparable à celle de Mosbach, à peu près à 60 km). 20 km au sud se trouvent Bad Friedrichshall et Bad Rappenau, qui ont toutes deux environ 20 000 habitants. Au sud-ouest se trouve Sinsheim (25 km, 35 000 habitants).

### Description
La ville de Mosbach comprend les quartiers du centre-ville, de Diedesheim, Lohrbach, Neckarelz, Reichenbuch, Sattelbach et Nüstenbach. En dehors des faubourgs, il y a également des zones résidentielles ne formant aucune délimitation administrative à proprement parler comme Waldstadt, Schreckhof, Tannenhof, Hammerweg, Hardhof et Masseldorn.

### Communes voisines
Les communes voisines sont : Fahrenbach, Elztal, Billigheim, Neckarzimmern, Hüffenhardt, Binau, Neckargerach, Waldbrunn.

### Transports

#### Chemin de fer
La plus importante gare est Mosbach-Neckarelz. Il y a des lignes de train Mannheim - Heidelberg - Neckarelz - Mosbach - Osterburken et Stuttgart - Heilbronn - Neckarelz. Il y a des trains de Kaiserslautern-Mannheim via Neckarelz à Mosbach-Osterburken toutes les 30 minutes, entre Mannheim et Heilbronn toutes les 2 heures et entre Stuttgart et Neckarelz toutes les heures.
Mosbach a aussi deux autres gares: Mosbach (Baden) et Mosbach West / Ouest. Un temps il fut envisagé de construire une autre gare (Mosbach Ost/Est), mais le projet fut abandonné.
Il existe de nombreuses lignes de bus entre Mosbach et les villages périphériques et à Eberbach, Buchen, Aglasterhausen et Gundelsheim.

#### Routes
Mosbach n'a pas de bretelle directe d'accès d'autoroute, mais à proximité il est possible :
En direction du nord, de prendre « Osterburken » ou « Tauberbischofsheim » (A81).
En direction du sud, de prendre « Heilbronn-Neckarsulm » (A6) et changer à « Weinsberg » sur la A81.
En direction de l'ouest, de prendre « Sinsheim » (A6).
En direction de l'est, de prendre « Möckmühl » (A81) et de prendre la bretelle sud, sortie à « Neuenstadt am Kocher » et prendre la L1088 (Route Régional) à « Öhringen » (A6).
Vers Mosbach, il y a trois routes nationales. Les « Bundesstraßen »  (accès en plein centre-ville),  et .

## Toponymie
Le toponyme Mosbach est formé à partir de l'allemand Moos, désignant un lieu marécageux, et de Bach, un ruisseau.
Ce toponyme a donné son nom au loup de Mosbach (Canis mosbachensis Soergel, 1925).

## Histoire

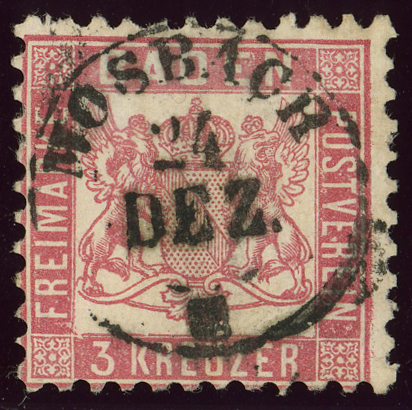
Mosbach dans le grand-duché de Bade vers 1862

| Appartenances historiques Saint-Empire (Ville libre) 1241–1362 Palatinat du Rhin 1362–1410 Palatinat-Mosbach 1410–1448 Palatinat-Mosbach-Neumarkt 1448–1499 Palatinat du Rhin 1499–1803 Principauté de Linange 1803–1806 Grand-duché de Bade 1806–1918 République de Weimar 1918–1933 Reich allemand 1933–1945 Allemagne occupée 1945–1949 Allemagne 1949–présent |

## Population
| année        | habitants |
| ------------ | --------- |
| 1774         | 1 443     |
| 1800         | 2 062     |
| 1852         | 2 732     |
| 1er déc 1871 | 3 360     |
| 1er déc 1880 | 3 807     |
| 1er déc 1890 | 3 729     |
| 1er déc 1900 | 3 943     |
| 1er déc 1910 | 4 494     |
| 8 oct 1919   | 4 290     |
| 16 juin 1925 | 4 912     |
| 16 juin 1933 | 5 079     |
| 17 mai 1939  | 5 480     |

| année        | habitants |
| ------------ | --------- |
| déc 1945     | 6 140     |
| 13 sept 1950 | 8 994     |
| 6 juin 1961  | 11 343    |
| 27 mai 1970  | 13 674    |
| 31 déc 1975  | 23 663    |
| 31 déc 1980  | 23 224    |
| 27 mai 1987  | 23 568    |
| 31 déc 1990  | 24 650    |
| 31 déc 1995  | 24 968    |
| 31 déc 2000  | 25 045    |
| 31 déc 2005  | 25 102    |

## Jumelages
La ville de Mosbach est jumelée avec :
- Château-Thierry (France) depuis 1974
- Finike (Turquie) depuis 1994
- Lymington (Royaume-Uni) depuis 1996
- Pesthidegkút (Hongrie) depuis 1998
- Pößneck (Allemagne) depuis 1989

## Personnalités liées à la ville
- Otto Ier de Palatinat-Mosbach (1390-1461), aussi nommé en français Othon Ier ou Othon Ier de Bavière, comte palatin né à Mosbach, régnant sur le Palatinat-Mosbach-Neumarkt de 1448 jusqu'en 1461, après avoir régné de 1410 à 1448 sur le seul Palatinat-Mosbach auquel il réunit en 1448 le Palatinat-Neumarkt.
- Nicolaus Cisner (1529-1583), érudit, humaniste et jurisconsulte allemand, né à Mosbach.

## Monuments et sites
- Le centre ville historique avec sa zone piétonnière et ses maisons anciennes à colombages, dont :
  - la maison Palm, datant de 1610,
  - la maison du sel, qui est la plus ancienne de la ville ;
- l'ancien hôtel de ville avec sa tour ;
- la Collégiale Sainte-Julienne, église qui est encore sous le régime du simultaneum, et fait donc cohabiter le culte catholique, dans le chœur, et le culte protestant réformé, dans sa nef ;
- la « maison du temple » à Neckarelz, qui réunit les caractéristiques d'un château et celles d'une église.

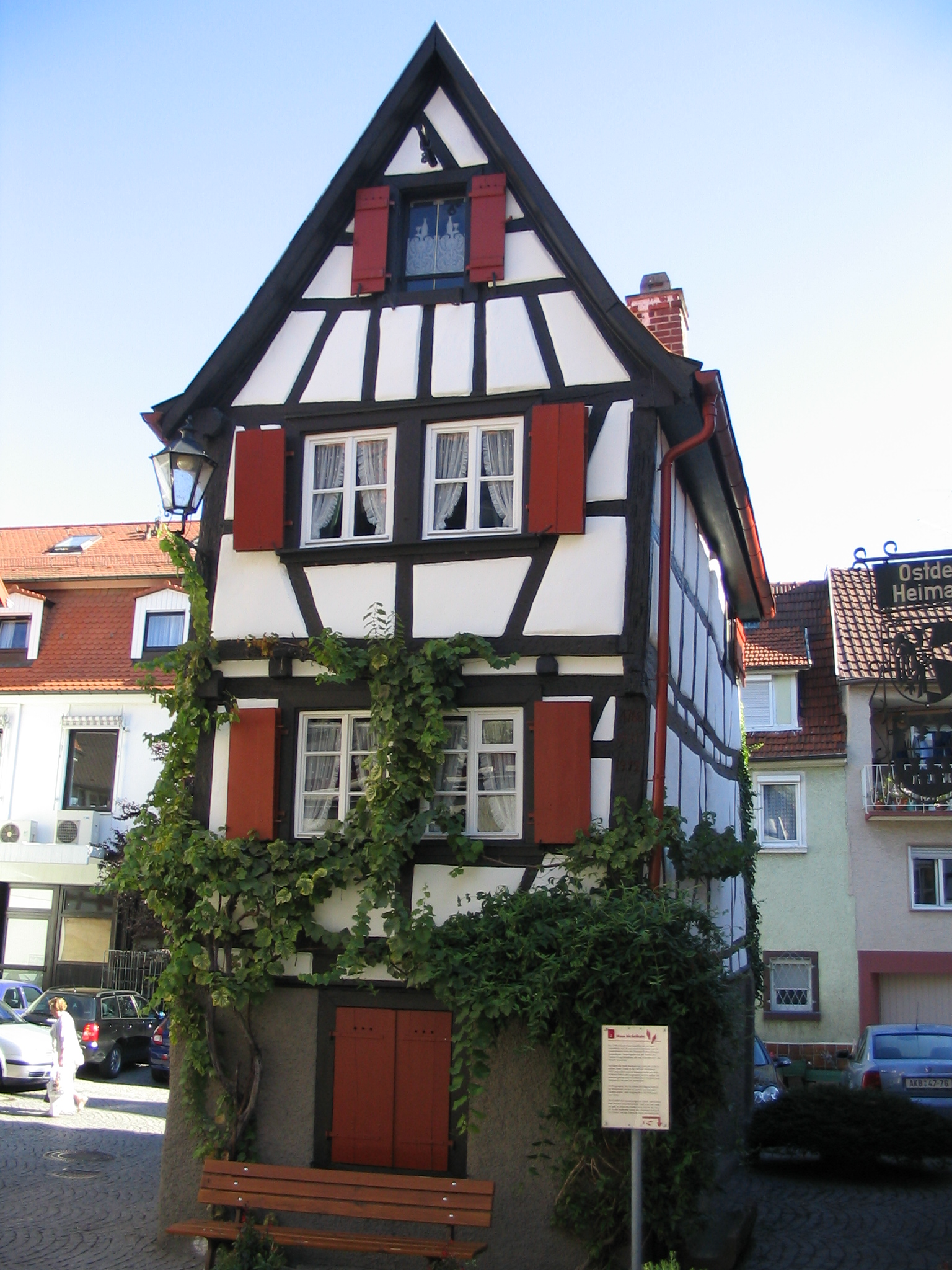
La maison Kickelhain.
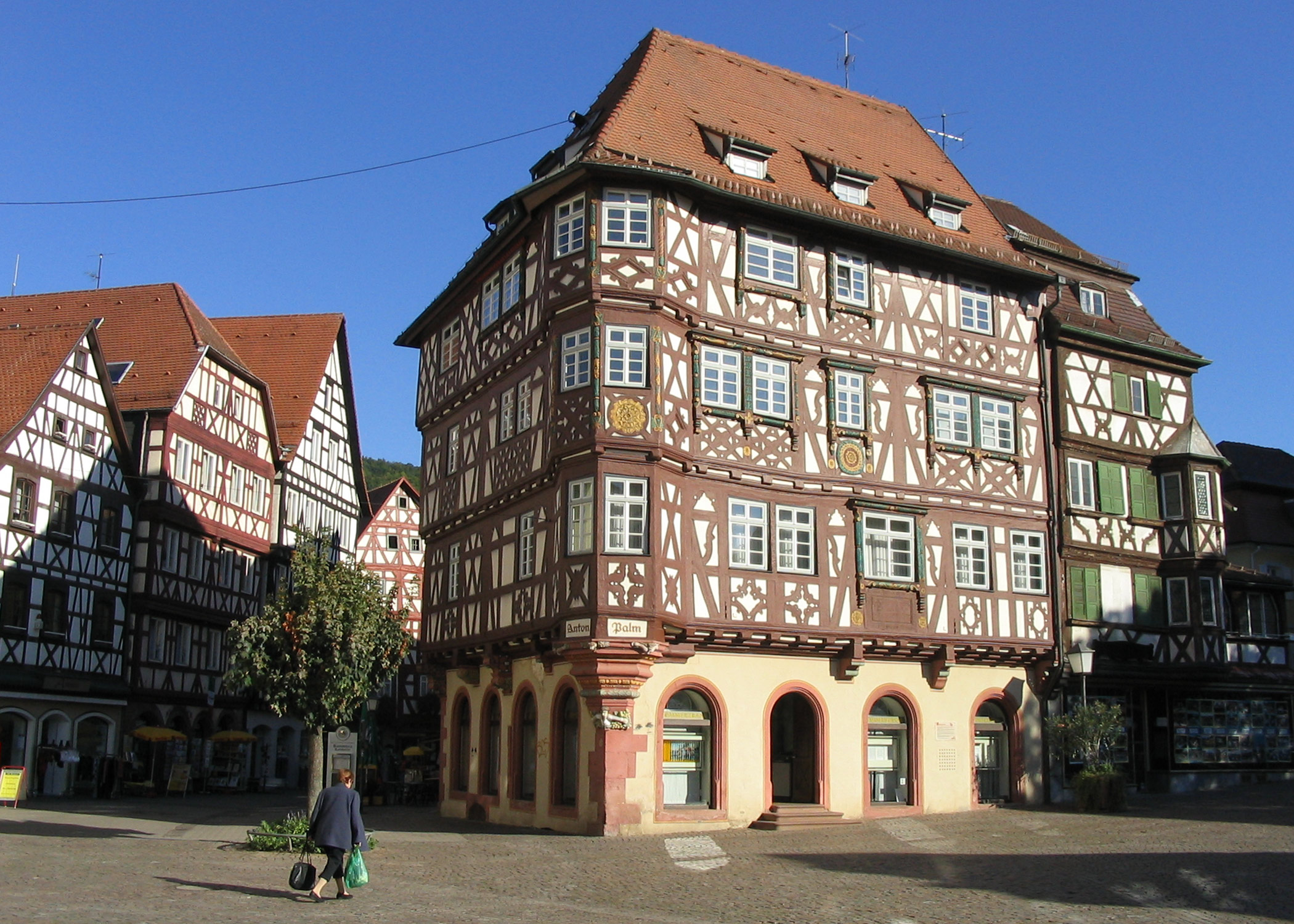
La maison Palm sur la place du marché.
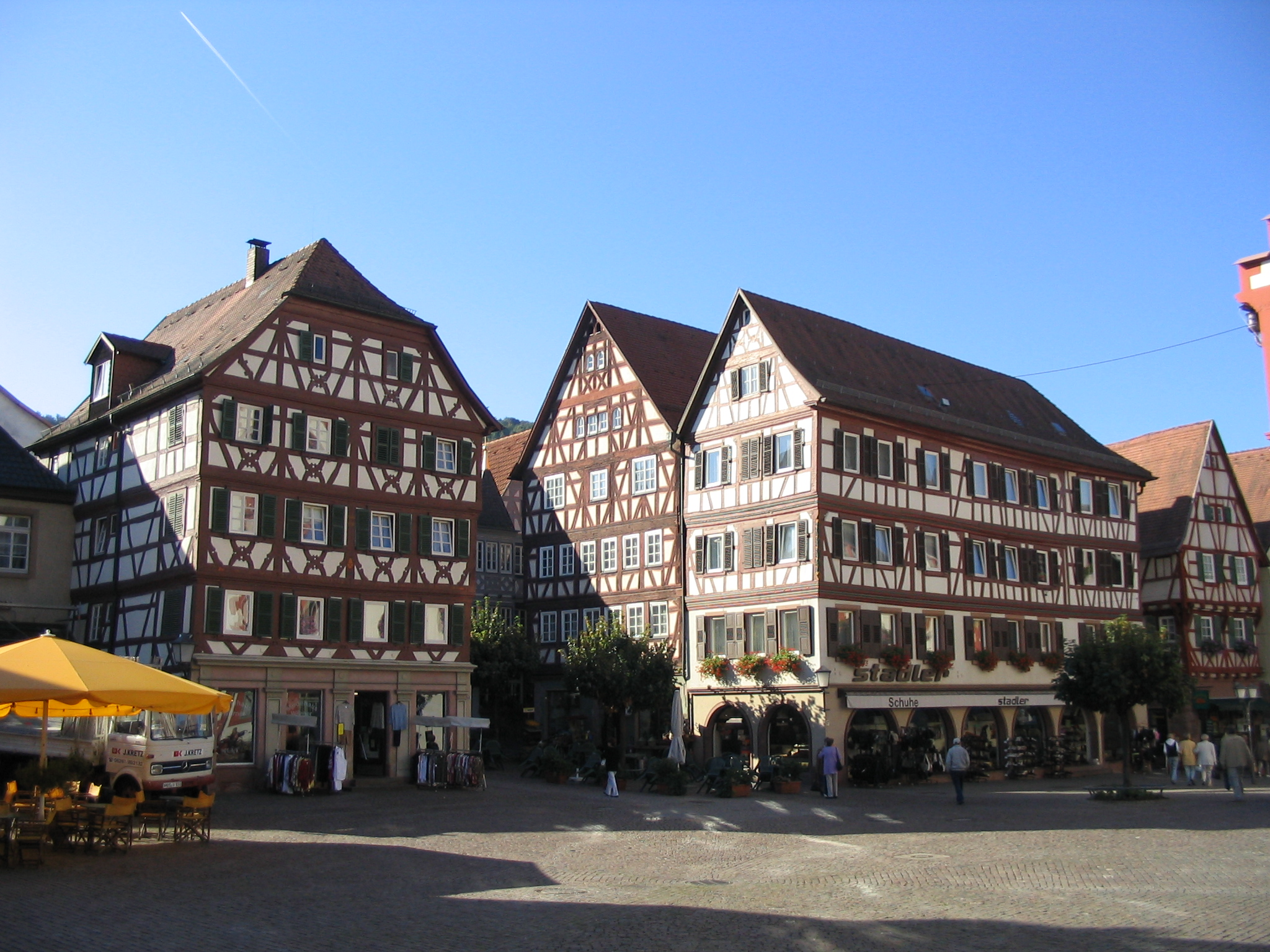
La place du marché, côté opposé à la maison Palm.
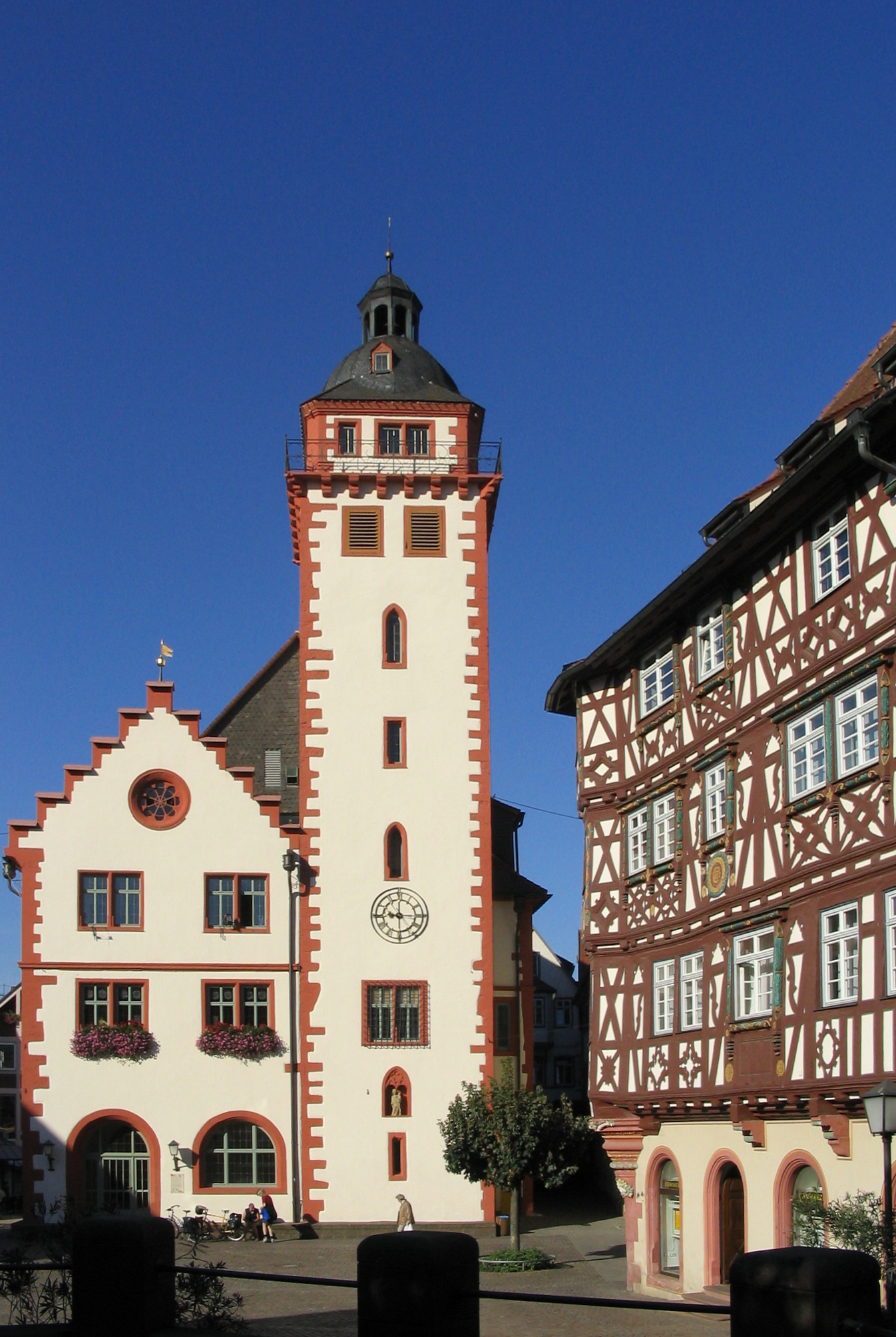
L'ancien hôtel de ville.
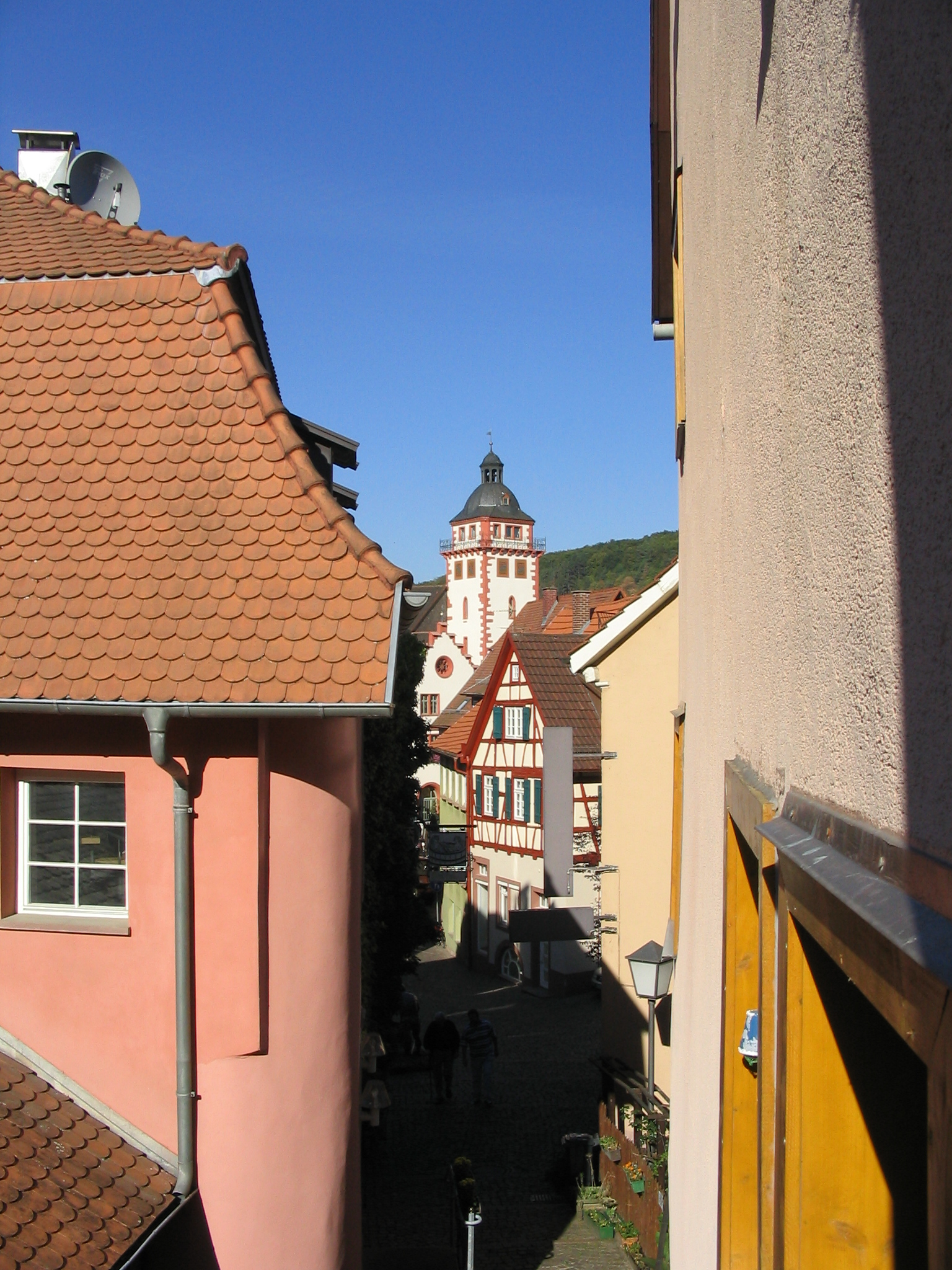
Une vue pittoresque sur la ville.
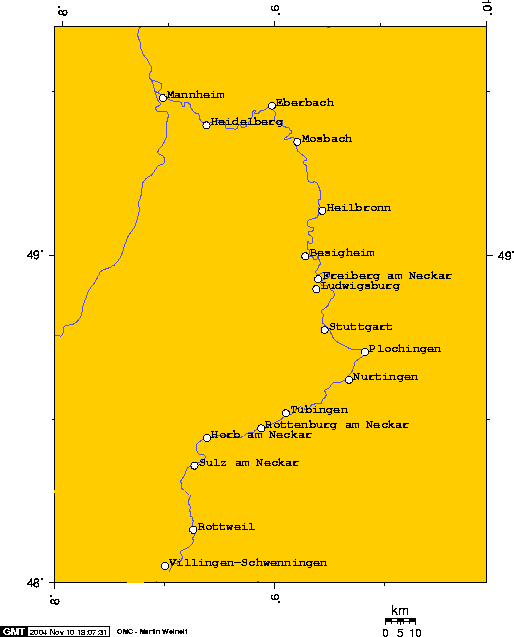
Mosbach et ses voisines dans la vallée du Neckar.
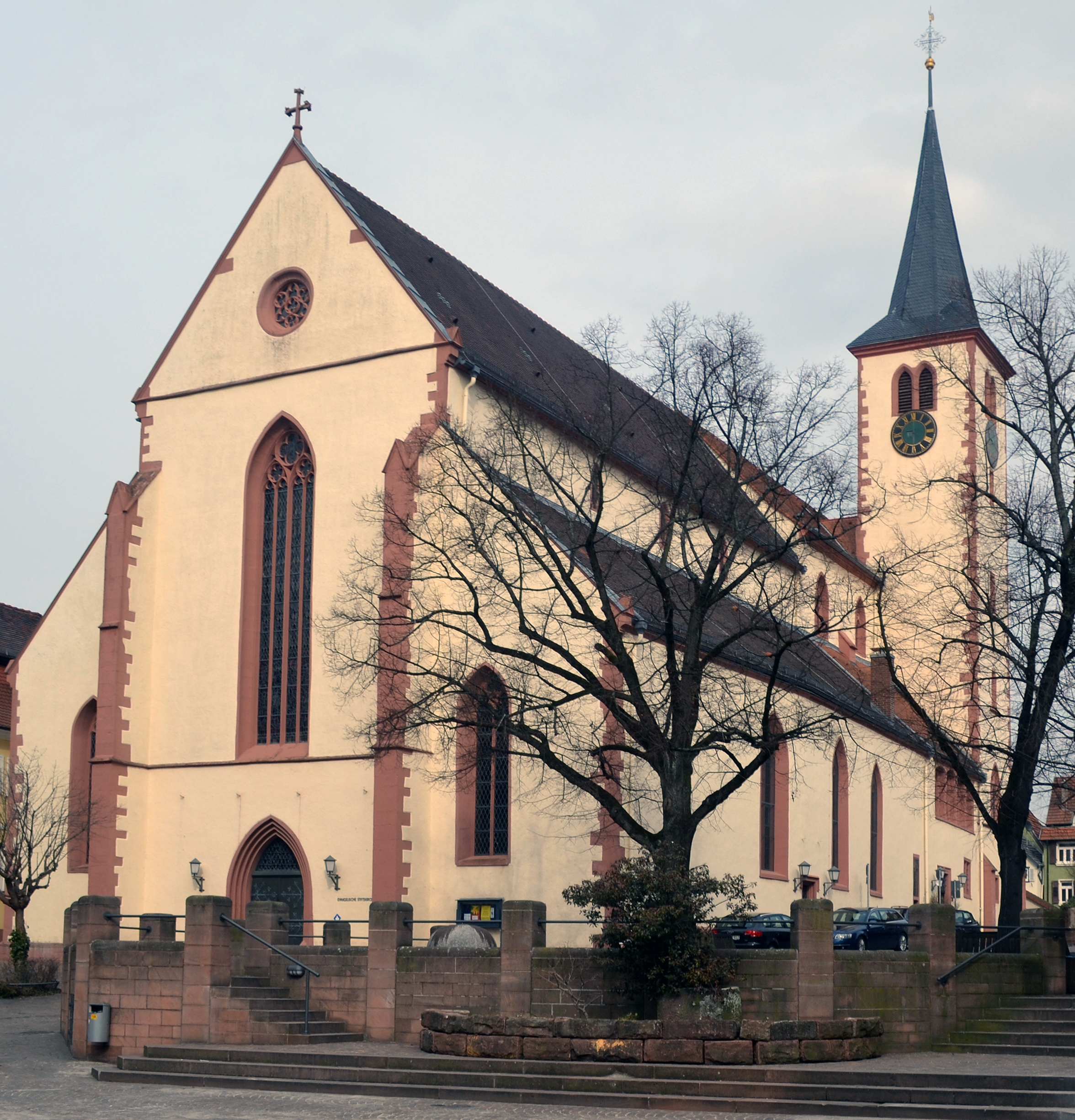
La collégiale Sainte-Julienne.
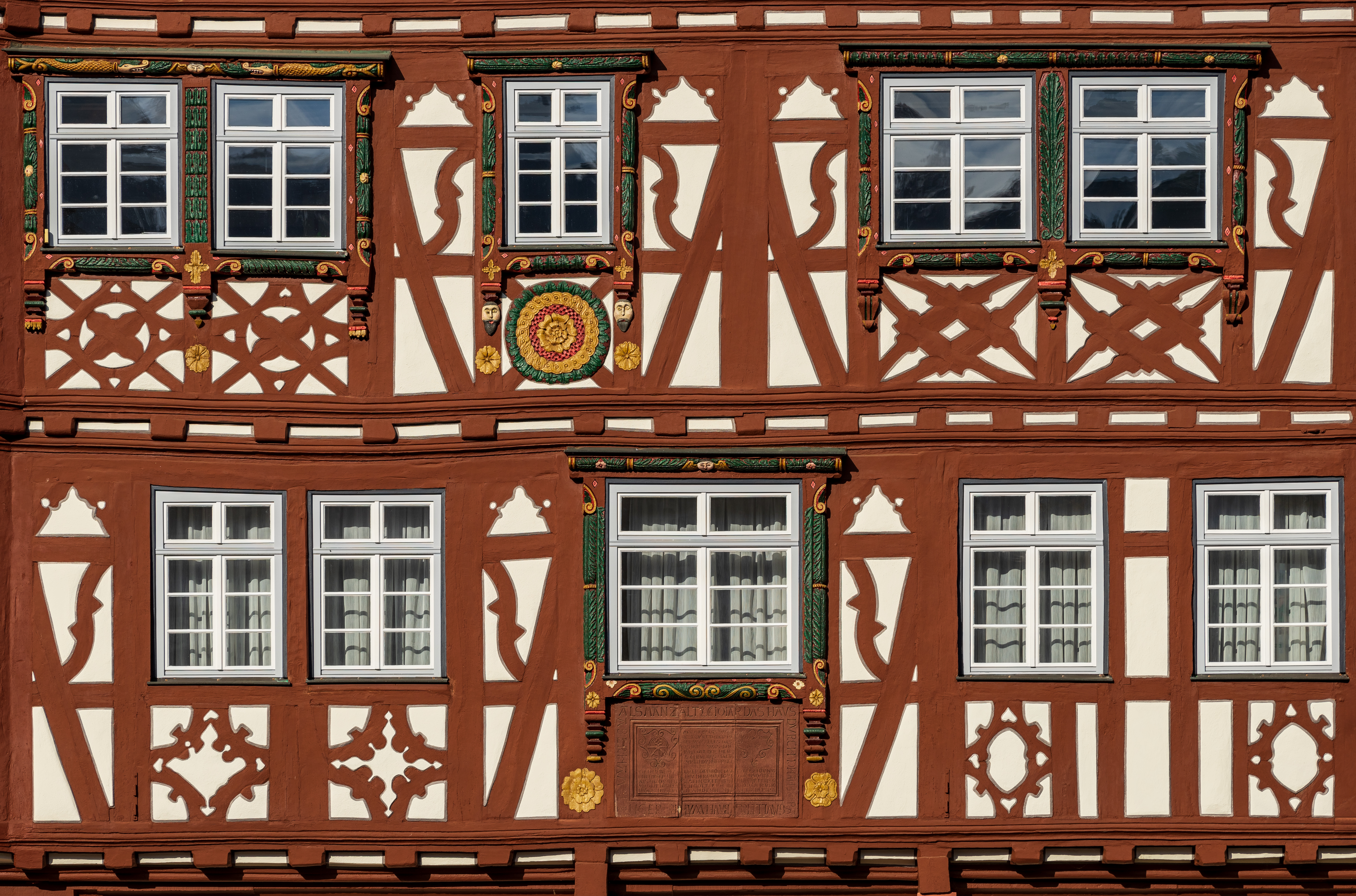
La façade de la Maison Palm à Mosbach. Novembre 2016.